# آرش (ووژ)
آرش (به فرانسوی: Arches) یک کمون در فرانسه است که در canton of Épinal-Est واقع شده‌است. آرش ۱۷٫۵ کیلومتر مربع مساحت دارد ۳۵۷ متر بالاتر از سطح دریا واقع شده‌است.